# Juan David Arango
Juan David Arango Palacio (Medellín, 23 de marzo de 1972 - 29 de enero de 2015) fue un periodista, cronista y presentador colombiano.

## Biografía
Estudió Comunicación Social y periodismo en la Pontificia Universidad Bolivariana. En 1987, inició su carrera en el diario El Colombiano. Después, debutó en la televisión en Teleantioquia como redactor y presentador de noticias.
En 2000 llegó a RCN Televisión como presentador y productor de noticias y opinión en Noticias RCN y La noche, donde permaneció hasta 2005. En 2006 regresó a Medellín a ser director de varios programas informativos del canal regional Teleantioquia y Telemedellín. Entre 2011 y 2013 condujo el programa Obra D de Canal Une. Nuevamente fue presentador de noticias de Teleantioquia hasta 2014. El 29 de enero de 2015 fue hallado muerto en su apartamento en El Poblado.